# بتینا بونگه
 بتینا بونگه (انگلیسی: Bettina Bunge؛ زاده ۱۳ ژوئن ۱۹۶۳) یک تنیس‌باز اهل West Germany است.